# Jamiat Ahle Hadith
Mazkazi Jamiat Ahle Hadiz (mJAH) (en urdu:جمیعت اہلحدیث یا جمیعت اہل حدیث , Asamblea de Seguidores de los Dichos del Profeta) es partido político-religioso pakistaní que promueve el movimiento religioso Ahle Hadith. El investigador Bizaa Zeynab Ali los describe como un grupo carente de una base de apoyo popular importante, pero ''sostenidos por el flujo de dinero saudita, junto con la asistencia de un partido político dominante (Liga Musulmana de Pakistán (N)) y protegido por los servicios de inteligencia pakistaníes" (el Inter-Services Intelligence). 
Siendo originalmente un grupo religioso, el JAH fue lanzado como partido político en 1986 por el teólogo Ehsan Elahi Zaheer, con la ayuda de financiamiento y apoyo desde Arabia Saudita, para difundir su 'programa revivalista' desde 'mezquitas y madrasas' en las esfera pública. Según Olivier Roy, a diferencia de grupos islámicos similares, el JAH se opuso a la implicación del gobiernos en asuntos de la Sharia. Sin embargo, en una entrevista realizada a su actual dirigente, Sajid Mir, publicada en el sitio web oficial del partido en 2010, afirma que busca abordar lo que Mir llama los ''esfuerzos organizados y deliberados a nivel estatal para remplazar los honorables valores musulmanes de la sociedad con la ofensiva cultural occidental.''  El JAH también ha sido fuertemente sectario antagónico con aquellos musulmanes que creen que no son musulmanes verdaderos, como los chiitas, y especialmente contra los ahmadíes, predicando en su sitio web que "el deber religioso de cada musulmán" es "enviar a los ahmadíes al infierno". Incluso los deobandis han sido atacados por el JAH, siendo tildados de mushrikin (politeístas) "por su veneración del Profeta", según  B.Z. Ali. Ehsan Elahi Zaheer fue asesinado en 1987, al estallar una bomba en un escenario donde estaba realizando un discurso, y que probablemente fue por un ciudadano chiita. Desde 2014 hasta su fallecimiento en 2025, el partido fue liderado por el profesor Sajid Mir.
El partido fue parte de la coalición islámica fundamentalista Muttahida Majlis-e-Amal, que en las elecciones parlamentarias de 2002, obtuvo el 11,4% de los votos, pero desde entonces se ha retirado de la participación electoral. Está vinculado al movimiento Ahl-i Hadith. También se ha dicho que está ''fuertemente vinculado'' con Arabia Saudita y según Bizaa Zeynab Ali, "siguen asiduamente el liderazgo de los ulemas saudíes, con su escuela más ortodoxa y estricta en la interpretación de la ley islámica".